# Don't Forget to Remember
"Don't Forget to Remember" is een nummer van de Britse groep Bee Gees. Het nummer verscheen op hun album Cucumber Castle uit 1969. In augustus van dat jaar werd het nummer uitgebracht als de eerste single van het album.

## Achtergrond
"Don't Forget to Remember" is geschreven door Barry en Maurice Gibb en is geproduceerd door de groep in samenwerking met Robert Stigwood. Het werd uitgebracht in de korte periode dat Robin Gibb geen deel uitmaakte van de groep, en het is dan ook geschreven zonder zijn input. Net zoals andere nummers waar Robin geen deel van uitmaakte, gaat het vooral de kant van de country op. Het nummer werd op 7 mei 1969 opgenomen; de plaats van Robin werd ingenomen door Peter Mason, die hem oorspronkelijk definitief zou vervangen voordat hij weer terugkeerde in de groep.
Op "Don't Forget to Remember" zingt Barry lager dan normaal. Het gaat over een man die een voormalige liefde niet kan vergeten. Volgens Maurice lijkt het op "Oh Lonesome Me" van Jim Reeves; hij vertelde dat het niet bedoeld was als ode aan Reeves, maar dat het nou eenmaal zo uitkwam. Alhoewel Robin niet meer in de groep zat, is hij wel te zien op de singlehoes.
"Don't Forget to Remember" werd een grote hit: het kwam op de eerste plaats in Denemarken, Ierland, Nieuw-Zeeland, Zuid-Afrika en in zowel de Nederlandse Top 40 als de Hilversum 3 Top 30. In het Verenigd Koninkrijk kwam het tot de tweede plaats, maar in Noord-Amerika bleven de verkopen achter, met in Canada en de Verenigde Staten respectievelijk een 39e en een 73e plaats als hoogste noteringen. In Vlaanderen bereikte de single de derde plaats in de Ultratop 50.

## Hitnoteringen

### Nederlandse Top 40
| Hitnotering: 30-08-1969 t/m 22-11-1969 | Hitnotering: 30-08-1969 t/m 22-11-1969 | Hitnotering: 30-08-1969 t/m 22-11-1969 | Hitnotering: 30-08-1969 t/m 22-11-1969 | Hitnotering: 30-08-1969 t/m 22-11-1969 | Hitnotering: 30-08-1969 t/m 22-11-1969 | Hitnotering: 30-08-1969 t/m 22-11-1969 | Hitnotering: 30-08-1969 t/m 22-11-1969 | Hitnotering: 30-08-1969 t/m 22-11-1969 | Hitnotering: 30-08-1969 t/m 22-11-1969 | Hitnotering: 30-08-1969 t/m 22-11-1969 | Hitnotering: 30-08-1969 t/m 22-11-1969 | Hitnotering: 30-08-1969 t/m 22-11-1969 | Hitnotering: 30-08-1969 t/m 22-11-1969 | Hitnotering: 30-08-1969 t/m 22-11-1969 |
| Week                                   | 1                                      | 2                                      | 3                                      | 4                                      | 5                                      | 6                                      | 7                                      | 8                                      | 9                                      | 10                                     | 11                                     | 12                                     | 13                                     |                                        |
| -------------------------------------- | -------------------------------------- | -------------------------------------- | -------------------------------------- | -------------------------------------- | -------------------------------------- | -------------------------------------- | -------------------------------------- | -------------------------------------- | -------------------------------------- | -------------------------------------- | -------------------------------------- | -------------------------------------- | -------------------------------------- | -------------------------------------- |
| Positie                                | 6                                      | 2                                      | 1                                      | 1                                      | 2                                      | 2                                      | 3                                      | 6                                      | 8                                      | 10                                     | 18                                     | 30                                     | 36                                     | uit                                    |

### Hilversum 3 Top 30
| Hitnotering: 23-08-1969 t/m 15-11-1969 | Hitnotering: 23-08-1969 t/m 15-11-1969 | Hitnotering: 23-08-1969 t/m 15-11-1969 | Hitnotering: 23-08-1969 t/m 15-11-1969 | Hitnotering: 23-08-1969 t/m 15-11-1969 | Hitnotering: 23-08-1969 t/m 15-11-1969 | Hitnotering: 23-08-1969 t/m 15-11-1969 | Hitnotering: 23-08-1969 t/m 15-11-1969 | Hitnotering: 23-08-1969 t/m 15-11-1969 | Hitnotering: 23-08-1969 t/m 15-11-1969 | Hitnotering: 23-08-1969 t/m 15-11-1969 | Hitnotering: 23-08-1969 t/m 15-11-1969 | Hitnotering: 23-08-1969 t/m 15-11-1969 | Hitnotering: 23-08-1969 t/m 15-11-1969 | Hitnotering: 23-08-1969 t/m 15-11-1969 |
| Week                                   | 1                                      | 2                                      | 3                                      | 4                                      | 5                                      | 6                                      | 7                                      | 8                                      | 9                                      | 10                                     | 11                                     | 12                                     | 13                                     |                                        |
| -------------------------------------- | -------------------------------------- | -------------------------------------- | -------------------------------------- | -------------------------------------- | -------------------------------------- | -------------------------------------- | -------------------------------------- | -------------------------------------- | -------------------------------------- | -------------------------------------- | -------------------------------------- | -------------------------------------- | -------------------------------------- | -------------------------------------- |
| Positie                                | 30                                     | 6                                      | 1                                      | 1                                      | 1                                      | 2                                      | 3                                      | 3                                      | 6                                      | 9                                      | 10                                     | 22                                     | 25                                     | uit                                    |

### NPO Radio 2 Top 2000
| Nummer met noteringen in de NPO Radio 2 Top 2000 | '01 | '02 | '03 | '04 | '05 | '06 | '07 | '08 | '09 | '10 | '11  | '12  | '13  | '14  | '15  | '16  | '17  |
| ------------------------------------------------ | --- | --- | --- | --- | --- | --- | --- | --- | --- | --- | ---- | ---- | ---- | ---- | ---- | ---- | ---- |
| Don't Forget to Remember                         | 486 | 711 | 678 | 688 | 727 | 656 | 469 | 609 | 869 | 783 | 1013 | 1404 | 1428 | 1663 | 1829 | 1741 | 1700 |

1. ↑  Een vetgedrukt getal geeft de hoogste notering aan.
2. ↑  2001 was het eerste jaar met een notering voor dit nummer.
3. ↑  Deze tabel is bijgewerkt tot en met de laatste editie (2024).

### Evergreen Top 1000
| Evergreen Top 1000 | Evergreen Top 1000 | Evergreen Top 1000 | Evergreen Top 1000 | Evergreen Top 1000 | Evergreen Top 1000 | Evergreen Top 1000 | Evergreen Top 1000 | Evergreen Top 1000 | Evergreen Top 1000 | Evergreen Top 1000 | Evergreen Top 1000 | Evergreen Top 1000 | Evergreen Top 1000 | Evergreen Top 1000 | Evergreen Top 1000 | Evergreen Top 1000 |
| Jaar               | 2008               | 2009               | 2010               | 2011               | 2012               | 2013               | 2014               | 2015               | 2016               | 2017               | 2018               | 2019               | 2020               | 2021               | 2022               | 2023               |
| ------------------ | ------------------ | ------------------ | ------------------ | ------------------ | ------------------ | ------------------ | ------------------ | ------------------ | ------------------ | ------------------ | ------------------ | ------------------ | ------------------ | ------------------ | ------------------ | ------------------ |
| Positie            | 59                 | 88                 | 31                 | 31                 | 29                 | 76                 | 30                 | 43                 | 50                 | 58                 | 121                | 89                 | 79                 | 120                | 108                | 104                |